# José Ángel Sarrapio
José Ángel Sarrapio Borboja (Las Arenas, 21 febbraio 1959) è un ex ciclista su strada spagnolo.
Professionista dal 1984 al 1992, in carriera ha vinto una tappa al Tour de France e una alla Vuelta a España.

## Palmarès

### Strada
- 1985 (Teka, quattro vittorie)

13ª tappa Vuelta a España (Andorra la Vella > Sant Quirze del Vallès)
3ª tappa Vuelta a los Valles Mineros
Classifica generale Vuelta a los Valles Mineros
2ª tappa Grande Prémio Internacional de Torres Vedras-Troféu Joaquim Agostinho
- 1986 (Teka, una vittoria)

9ª tappa Tour de France (Nantes > Futuroscope)
- 1987 (Teka, due vittorie)

Memorial Rodríguez Inguanzo
1ª tappa Grande Prémio Internacional de Torres Vedras-Troféu Joaquim Agostinho (Torres Vedras > Torres Vedras)
- 1988 (Teka, una vittoria)

5ª tappa Vuelta a Aragón (Calatorao > Saragozza)

#### Altri successi
- 1989 (Teka)

GP Cuprosan
- 1991 (Wigarma)

Criterium Zamudio

## Piazzamenti

### Grandi Giri
- Tour de France

1986: ritirato (13ª tappa)
1990: 135º
- Vuelta a España

1985: 62º
1986: 99º
1987: ritirato (19ª tappa)
1988: ritirato (19ª tappa)
1990: 94º
1991: fuori tempo massimo (12ª tappa)
1992: ritirato (20ª tappa)